# Hart im Zillertal
Hart im Zillertal è un comune austriaco di 1 567 abitanti nel distretto di Schwaz, in Tirolo. Si trova nella Zillertal.